# Lonchoptera apicalis
Lonchoptera apicalis är en tvåvingeart som först beskrevs av Toyohi Okada 1935.  Lonchoptera apicalis ingår i släktet Lonchoptera och familjen spjutvingeflugor. Inga underarter finns listade i Catalogue of Life.